# Karl Kreibich
Karl Kreibich (14. prosince 1883 Cvikov – 2. srpna 1966 Praha) byl československý politik německé národnosti, meziválečný poslanec a senátor Národního shromáždění za Německou sociálně demokratickou stranu dělnickou v ČSR, později za KSČ.

## Biografie
Vyrůstal v německé, socialisticky orientované rodině, vystudoval vyšší obchodní školu a působil jako úředník spořitelny. Od roku 1902 byl členem rakouské sociální demokracie a redaktorem jejího stranického tisku. Od roku 1911 byl šéfredaktorem novin Vorwärts, které byly vydávány v Liberci a které během první světové války měly protiválečnou orientaci.
Bezprostředně po vzniku Československa vystupoval proti státu z nacionalistických pozic, kdy např. 28. prosince 1918 na shromáždění zástupců německého území pravil: „Měli bychom váhat bojovat o své právo ve státě, který teprve včera byl utvořen a jenž nemá jiného podkladu než bodáky vítězné Dohody? Měli bychom se bát v době, kdy vše je zachváceno nepokojem, kvasem a převratem? I kdyby rozhodnutí mírové konference vyznělo proti nám, ani pak není naše věc ztracena.“
V parlamentních volbách v roce 1920 získal mandát v Národním shromáždění za německé sociální demokraty. Během roku 1921 přešel do nově vzniklé KSČ. Mandát obhájil v parlamentních volbách v roce 1925. Podle údajů k roku 1925 byl profesí novinářem v Praze-Žižkově.
Počátkem 20. let 20. století patřil v rámci německé sociální demokracie k radikální levicové skupině, která odmítala záměr vstoupit do vlády. Kritizovala také opatrný kurz, který vyznával Bohumír Šmeral. Patřil mezi zakládající členy KSČ. Naopak v roce 1924 byl Kreibich kritizován na 5. kongresu Komunistické internacionály z levicových pozic jako centrista. V letech 1927–1933 žil v Moskvě jako redaktor německé mutace časopisu Komunistická Internacionála. Pak se vrátil do Československa, kde byl v letech 1934–1938 šéfredaktorem německého komunistického deníku Rote Fahne a vydal studii Šedesát let dělnického hnutí.
V parlamentních volbách v roce 1935 získal senátorské křeslo v Národním shromáždění. V senátu setrval do prosince 1938, kdy jeho mandát zanikl v důsledku rozpuštění KSČ.
V prosinci 1938 emigroval do Velké Británie. Od roku 1941 byl členem Státní rady Československé, jež působila jako exilový československý parlament. Šlo o součást politického posunu, kdy se několik komunistických aktivistů začlenilo do londýnského, dosud nekomunistického odboje. Po roce 1945 se vrátil opět do Československa a politicky se angažoval. Působil na ministerstvu informací a v aparátu KSČ, kde např. podpořil odsun většiny svých krajanů z republiky. Od roku 1948 přednášel na Vysoké škole politických a hospodářských věd. Publikoval studie o dějinách dělnického hnutí. V letech 1950–1952 byl československým velvyslancem v Moskvě. Později byl odstaven od politického vlivu pro své kritické názory na praktiky stalinismu, ale také kvůli svému válečnému exilu na Západě.
V závěru života vydal paměti Těsný domov – širý svět, ve kterých se zabývá sociálními zápasy v pohraničí. Byl mu udělen Řád republiky. Zemřel v srpnu 1966.